# Mathurine de Vallois
Pour les articles homonymes, voir Vallois (homonymie).
Mathurine de Vallois, également connue sous le nom de Mathurine la Folle (fl. 1589 - fl. 1627) est une bouffonne française, employée successivement à la cour des rois Henri III, Henri IV et Louis XIII.

## Biographie
Mathurine de Vallois est répertoriée dans les registres de cour sous la profession de « Plaisante », le titre donné aux femmes bouffons au XVIe siècle en France. Il en existait d'autres, comme Mademoiselle Sevin qui était la bouffonne de Jeanne d'Albret, reine de Navarre ; Mathurine était la plus connue de ces bouffonnes. En tant que bouffonne, elle est employée par la cour et non par une personne en particulier, et à la mort du roi Henri III, elle passe au service de son successeur Henri IV.
Elle est connue pour son costume extravagant de guerrière amazone, comprenant un bouclier, une armure et une épée de bois, ainsi que pour son esprit acéré, à propos duquel il existe plusieurs anecdotes. Alors qu'une dame de compagnie se plaint d'elle et affirme qu'elle n'aime pas avoir une « folle » à sa droite, Mathurine passe de l'autre côté de la dame et répond : « Cela ne me dérange pas du tout ».
Mathurine aussi a ecrit Les Essais de Mathurine, qui sont toutes plein d’esprit.
Elle est également connue pour être une fervente catholique et pour employer ses talents comiques à convertir les huguenots au catholicisme par le rire. Un contemporain la mentionne comme telle avec d'autres bouffons de cour comme Maître Guillaume et Nicolas Joubert d'Angoulevent, ajoutant que tous sont de fervents catholiques parce qu'ils savent que la Réforme protestante abolirait la profession de bouffon si elle réussissait.
Elle est présente lors de la tentative d'assassinat d'Henri IV par Jean Châtel, et l'arrête elle-même :

« C'est Mathurine elle-même qui arrêta le jeune homme qui tenta d'assassiner Henri IV le 28 décembre. Ce jeune homme, qui s'était glissé dans l'appartement sans être remarqué, frappa le Roi avec sa dague. « Le Diable emporte cette folle avec ses tours » cria Sa Majesté... Mathurine se jeta sur la porte et, barrant le passage, empêcha la fuite de l'agresseur du Roi. »

Cependant le roi, connaissant sa ferveur catholique, la fait aussi arrêter pour suspicion de complicité. Elle parvient à prouver son innocence, et le roi lui permet de reprendre sa position à la cour.
Mathurine de Vallois est mentionnée pour la dernière fois à la cour de Louis XIII, en 1627.